# Bonomo (cognome)
Bonomo è un cognome di lingua italiana.

## Varianti
Bonaviri, Bonomelli, Bonomi, Omboni, Omobono.

## Origine e diffusione
Cognome tipicamente meridionale, è presente prevalentemente in Sicilia.
Potrebbe costituire una variante di Boni e significare "che tu sia una persona dall'animo buono".
La variante Bonaviri è siciliana; Omboni è lombardo.

## Persone
- Gabriele Bonomo – teologo, matematico e filosofo italiano
- Giancarlo Bonomo – critico d'arte e curatore italiano
- Giovanna Maria Bonomo – religiosa italiana